# Fulton (Kentucky)
Pour les articles homonymes, voir Fulton.
Fulton est une municipalité américaine située dans le comté du même nom au Kentucky. Lors du recensement de 2010, sa population est de 2 445 habitants.

## Géographie
Fulton se trouve dans le sud-ouest du Kentucky, à la frontière avec le Tennessee. Il s'agit de la ville jumelle de South Fulton dans l'État voisin du Tennessee. 
Selon le Bureau du recensement des États-Unis, la municipalité s'étend en 2010 sur une superficie de 2,95 milles carrés (7,64 km2) dont 0,09 mille carré (0,23 km2) d'étendues d'eau. Elle est notamment arrosée par la Harris Fork Creek, affluent de l'Obion et du Mississippi.

## Histoire
La région fait partie du territoire des Chicachas, jusqu'à son acquisition par Andrew Jackson en 1818
La ville est fondée en 1859 sous le nom de Carrville. Le bureau de poste local est ouvert dès 1847 par Benjamin F. Carr sous le nom de Pontotoc. Un temps fermé, il est rouvert par Carr en 1861 et prend cette fois le nom de son comté, lui-même nommé en l'honneur de Robert Fulton. Le bourg se développe grâce à l'arrivée du New Orleans and Ohio Railroad vers 1860, devenant un important centre d'export. Fulton devient une municipalité en 1872.
Depuis 1962, la ville accueille le festival international de la banane. À l'époque, Fulton se surnomme la « capitale internationale de la banane » (en anglais : banana capital of the world) car environ 70 % des bananes consommées aux États-Unis passaient par la ville.

## Patrimoine
La ville compte deux districts historiques inscrits au registre national des lieux historiques (NRHP) : le district du centre historique de Fulton, comprenant principalement des bâtiments commerciaux de brique datant des années 1870 au milieu du XXe siècle, et le district de Carr, comprenant plus d'une centaine de bâtiments (principalement des maisons avec un bardage en bois et un porche, ainsi que quelques églises) datant de 1858 au milieu du XXe siècle. La première résidence du district est la maison de Ben F. Carr Jr. construite en 1858 dans un style Greek Revival et modifiée dans un style néocolonial. Elle est inscrite à titre individuel au NRHP,.
Le cimetière de Fairview accueille un monument confédéré, érigé en 1902 par les United Daughters of the Confederacy et inscrit au registre national des lieux historiques.

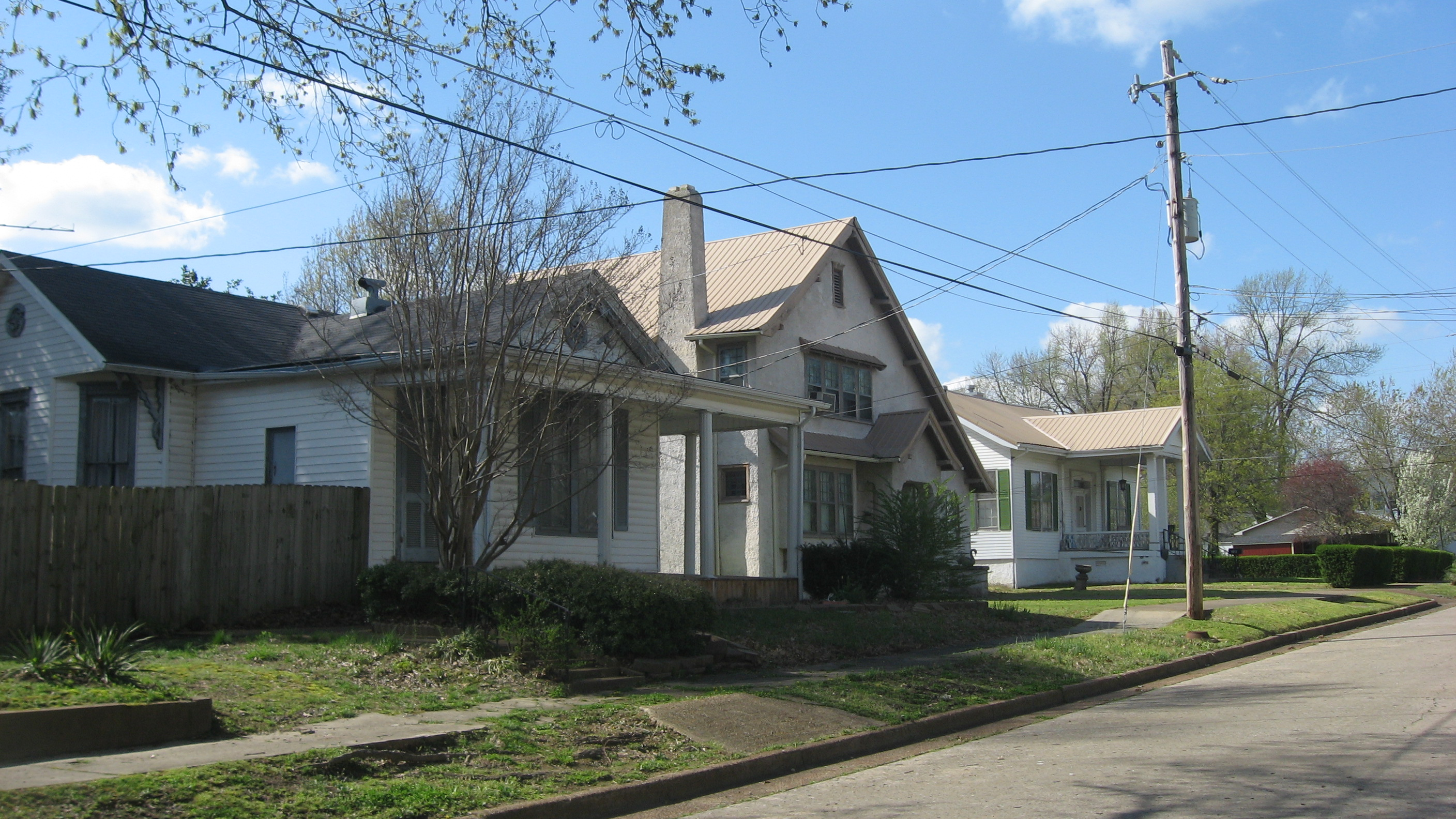
Le district Carr.
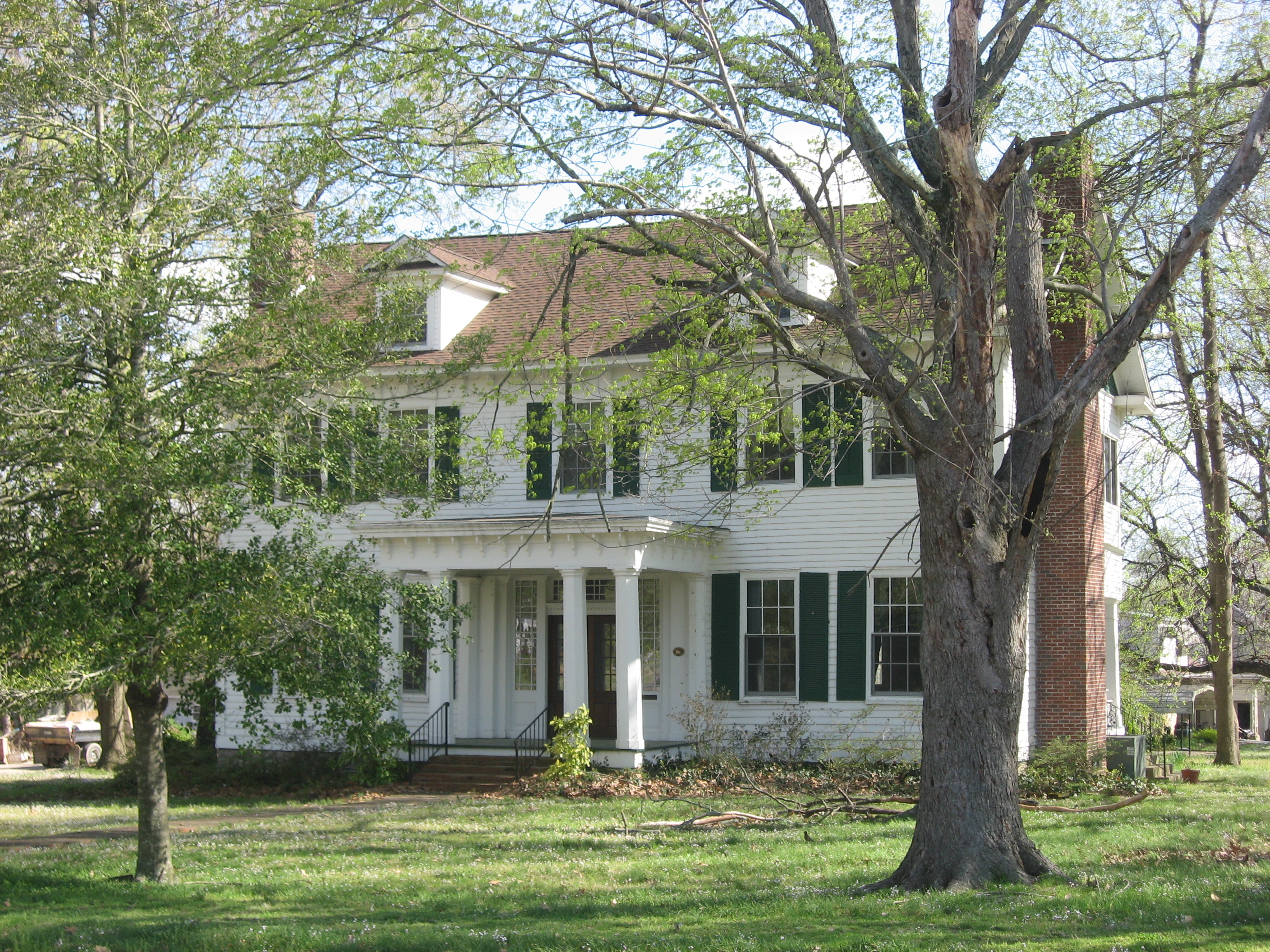
La maison Carr.
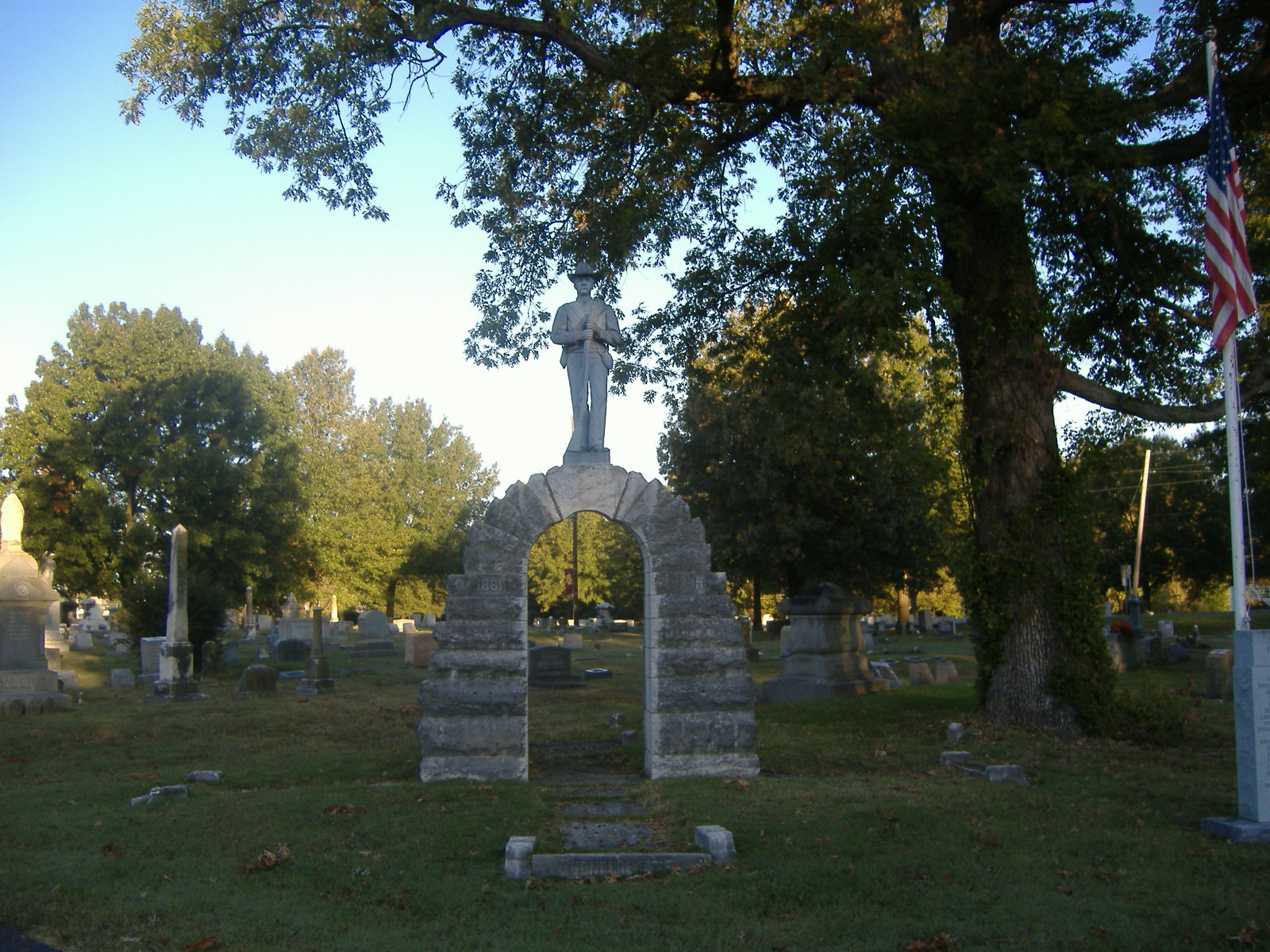
Le monument confédéré.

## Démographie
Entre 1990 et 2020, la ville a perdu environ un tiers de sa population.
Selon l'American Community Survey de 2018, 71 % de la population de Fulton est blanche et 24 % est afro-américaine (contre 8,5 % au Kentucky). Son revenu médian par foyer n'est que de 22 344 dollars, contre 48 392 dollars au Kentucky et 60 293 dollars aux États-Unis. Fulton connaît ainsi un taux de pauvreté de 34,6 %, soit plus du double des chiffres de l'État (16,9 %) et du pays (11,8 %),.